# Chidera Ezeh
Chidera Kennedy Ezeh (sinh ngày 2 tháng 10 năm 1997) là một cầu thủ bóng đá người Nigeria thi đấu cho Portimonense theo dạng cho mượn từ Porto.

## Sự nghiệp câu lạc bộ
Anh ra mắt chuyên nghiệp tại Giải bóng đá hạng nhất quốc gia Bồ Đào Nha cho Portimonense vào ngày 20 tháng 11 năm 2016 trong trận đấu trước Braga B.

## Quốc tế
Anh giành chức vô địch Giải vô địch bóng đá thế giới 2013 cùng với Nigeria, ghi một bàn thắng trong trận bán kết.